# 揺れる想い (テレビドラマ)
『揺れる想い』（ゆれるおもい）はTBS系列で1995年1月13日 - 3月24日に「金曜ドラマ」枠で放送されたテレビドラマ。

## あらすじ
名門として知られる横澤家のひとり息子で弁護士の淳一と結婚して5年になる加奈子。経済的には裕福ではあったが、同居の舅、行雄からは両親の離婚、父の職業と団地住まいを蔑視され、一度も名前を呼ばれないなど邪険な扱いを受け、使用人の米子も嫌がらせに便乗。淳一は妻子への愛情は抱いているものの、家庭内の問題に背を向けてしまうような優柔不断な面が見られた為、結婚生活は決して幸せとは言い難かった。そこへ2度目の離婚をした小姑、茜がアメリカから帰国することになる。行雄同様、高慢な性格に加え、淳一に対して恋愛的な感情を抱く茜は加奈子を憎悪。米子、知り合いのヤクザ、神野などを操り、巧妙な手段で加奈子と、その息子である政伸を追いつめ殺害をも企てる。同時に加奈子の父が警察官として関わった事件がきっかけで萌子という謎めいた美少女が淳一に接近して来る。

## キャスト
横澤加奈子：南野陽子　
1967年頃生まれ。旧姓は岩城。中学生の頃、自分の元に来ていた大学生の家庭教師、矢島と駆け落ちという形で家を出た母を憎悪し続けていた。短大卒業と同時にパラリーガルとして法律事務所へ就職し、主宰者の息子でもある淳一に見初められ、2年後に周囲の猛反対を押し切って結婚し翌年に政伸を出産。本来は明朗な性格だが、行雄と茜から受け続けた嫌がらせ、茜の罠で着せられた濡れ衣。それに対しての淳一の無理解な態度、そして彼が萌子と浮気をしたなどを理由に離婚を決意。実家に戻るが、茜の嫉妬などから自殺を企てる程に精神が崩壊。同時に父の逮捕などの事件に巻き込まれてしまう。やり直したいという淳一の気持ちを疎ましく感じたこともあったが、そこで両親と矢島、神野らによる様々な言葉と政伸の心境などに影響を受け、再び歩み寄っていくことを決意。
横澤淳一：別所哲也
行雄の長男で1964年頃生まれ。少年期には警察官になりたかったが、祖父の代から続く弁護士一家の跡取りとしての周囲の期待を裏切れず、弁護士の道を選択。心優しい性格がゆえに茜に振り回されたり、萌子の接近を許してしまうなど、父を始めとする周囲の攻撃から加奈子を守り切れずにいた。のちに政伸の訴えと神野の暴露により、茜の悪事を確認。彼女の罪と自身が抱き続けた憎悪。高校生だった彼女に引きずられる様にキスをしてしまったり、本心を伝えられなかった事への後悔などの感情をぶつけ、絶縁をする。同時に父の事務所から自立し、別居など家族を守る決意をする。（ただし、父の人格・生き方・弁護士としての手腕は認めている）。
横澤政伸：阿部圭馬
加奈子と淳一の息子で1991年生まれの4歳。名門幼稚園に通園している。茜の嫌がらせで次第に追いつめられ、さまざまな症状が発生。そして行雄に命じられた米子によりホテルへと軟禁され、加奈子と引き離されてしまう。しかしこの時、部屋を脱走。近くにいた男性に対して、伍郎に電話をして欲しいと懇願する等、幼いながらも頭の回転が速い面がみられる。加奈子の元へ戻ったのち、淳一に対して茜からの仕打ちを訴えた。両親が再びやり直して欲しいと強く望んでいる。
横澤茜：荻野目慶子
淳一の実妹で行雄の長女。1965年頃生まれ。少女時代から淳一に対して恋愛めいた感情を抱き固執していた為、加奈子との結婚に猛反対。その直後に父の勧めもあり、アメリカ人と1回目の結婚。海外移住をするが破綻。この際には帰国をせぬまま、自らの意思によりマイケルと再婚するが、1年半後に2度目の離婚をし帰国、実家に出戻り、父の命で離れに住むことになる。高慢な性格に加えて淳一への想いをエスカレートさせたこともあり、加奈子と政伸を憎悪し、陰湿かつ巧妙な手口で追い詰めた上で殺害を企てるが、手先でもあった神野の画策の結果、淳一と加奈子から絶縁宣言を受ける。両親からの愛情を感じられずに育ったことによる孤独感・兄への思いを制御出来ず、他の男性に興味を抱けない等に悩んでいた様子が見られるが、父と神野からの愛情を確認したことから心境に変化が発生。自身の過ちを受け入れた上でブラジルへと旅立つ。言動には、現在のストーカーを彷彿とさせる部分が多く見られる。
神野光雄：高野寛
長年に渡り、有名大学に在学し続ける学生実業家で、裏世界に通じている。恋人だった萌子に暴力を振るうなど粗暴な性格だが、的確な指摘などを行い、トラブルを未然に防ぐなど、頭が良く心優しい面も多くみられる。茜の手先として「神岡」を名乗り接近した上で加奈子を追い詰めたり、淳一に密告電話をしたり、茜に強請を掛けたりもしたが、同時に茜の自分本位な性格・兄への執着心などを心配し、立ち直らせたいという気持ちを持つようになり、茜から殺害計画を持ちかけられた際に、淳一に対して彼女の悪事を皆の前で暴露という手段に出る。その際に淳一に対しては、優柔不断な態度と萌子との不倫を叱責。加奈子に対しては父に捨てられた過去、そして父への思いを話して聞かせ、加奈子を守ろうとした伍郎の勇気を賞賛。その後、逆上し自殺を図ろうとした茜にブラジルで一緒に暮らそうと打ち明けるが、渡航直前に横領などを理由に、ヤクザ仲間によって殺害されてしまう。
広岡萌子：小沢真珠
弓子と大物代議士、直井の娘。父からは認知を受けておらず、母方の祖父母と養子縁組をしている。交際していた神野と共に「撫子クラブ」を設立。募集した女子高生に売春を斡旋するなど、素行面に問題が見られ、警察沙汰になってしまったこともあるが（この事件には伍郎が関わっている）前向きで芯が強く、あっけらかんとした性格で意地の悪さは見られない。神野の暴力行為に嫌気がさして別れを告げた頃、両親と行雄の思惑もあり、前述の事件に関して弁護を依頼という形で淳一に接近。次第に彼に惹かれ、加奈子から奪ってみせると思うようになり、誘惑した末に関係を持ったこともある。しかし、のちに淳一の本心に気づき、強がった上で自ら去っていく。マンションで二人暮らしをする母とは口喧嘩が絶えないが、それなりに愛情を持ち合っている。1977年頃生まれの18歳で通学する私立名門女子高校では友人たちと一緒に教師をいじることはあるが、表向きは成績上位の優等生として振る舞っている。
村田米子：茅島成美
茜が生まれる直前の30年前から、横澤家に住み込んでいる使用人。雇い主である行雄と淳一と茜に対しては媚びるが、加奈子に対しては個人的に良い感情を持っておらず、伍郎に対してをも含め、冷淡かつ悪意を込めた態度で接する。ヒステリックで横暴な面と同時に諍いなどに興味を抱き、立ち聞き・中傷などをおこなう。茜の腰巾着・行雄の手先として加奈子への嫌がらせに荷担するが、自身の立場が不利になると言い逃れをする場面が多く見られる。しかし行雄の命令で自分が政伸を連れ出した直後に、加奈子が自殺を図ったと知った時はショックを受けていた。好物は煎餅。
板東真理：西野妙子
萌子の高校の後輩で、「撫子クラブ」の運営に携わる女子高生。やや柄が悪めでふてぶてしい印象を持つ。茜の策略で、加奈子に密告電話をした事がある。
広岡弓子：萩尾みどり
萌子の母。直井と不倫関係の末、結婚を望んだが叶わなかった様子で、未婚で出産した萌子を両親（萌子からは母方の祖父母となる）と養子縁組をさせた為、戸籍上では姉妹でもある。直井の援助で銀座で自分の名を冠したクラブを経営しているが、経済観念が破綻しており、家計などは萌子に任せっきり。口が悪く派手な印象を持ち、直井の出世の為に萌子を淳一に接近させ､煽るなど非常識な面はあるものの、母親としての愛情は、それなりに持ち合わせており、明るく前向きな性格。
矢島慎司：長谷川初範
薫の再婚相手（加奈子の養父となる）。大学生の頃、加奈子の家庭教師をしていたが、薫と駆け落ちし、大学を中退。その後は、八ヶ岳で有機野菜の栽培、配達の事業をしている。薫と共に東京にやって来た時に偶然、再会した加奈子から憎悪をぶつけられる。しかし薫と共に加奈子を心配し、力になろうとする。のちに薫が加奈子の親権を放棄した理由を、「君が居ないときっと（岩城は）生きていけないからって、そう言ってた。だから君を諦めた、それがせめてもの（岩城への）償いだって」と加奈子に告げている。
矢島薫：野川由美子
加奈子の母で伍郎の元妻。中学生だった加奈子の家庭教師としてやって来た矢島と不倫関係になり、失踪した上で再婚。長年に渡って加奈子を気に掛け続け、野菜の配達を兼ねて会いに行くが米子に野菜を渡し逃げ出してしまう。しかし、追い詰められた加奈子に手を差し伸べ、母親としての本心をぶつけたことから和解。同時に政伸とも打ち解けていく。拘置所で伍郎と面会した際に許しを受け号泣する。伍郎と結婚時の性は岩城。
横澤行雄：佐藤慶
淳一と茜の父。父（淳一の祖父）から引き継いだ法律事務所を経営している。弁護士としてのプライドは高く、やり手で知られるが、出世欲が強く､自身の得になる依頼しか引き受けない・息子に自身の思想を押しつけるなど、冷酷で自分本位な面が多く、職業と家柄を鼻に掛け、加奈子とその父である伍郎を徹底的に見下し手切れ金を突きつけたこともある。しかし淳一の結婚に猛反対した直後、亡くなった妻を子供達の前で「病身ながらもきちんとした良いお母さんだった」と言い聞かせたり、淳一と茜が幼少期に良い子だったと言い切る場面も見られる。
最高裁の判事に決まりかかっていたことから、直井と結託し暗躍。息子夫婦に離婚を強要を始め、利害関係の一致する娘と共謀し、加奈子に対して嫌がらせを展開していたが、トラブルに巻き込まれた直後から次第に高慢な言動が消失。それまで冷淡に接していた娘に対して、わずかではあるが優しい父親の顔を見せ自身の言葉で愛情を伝え、己を省みるようになる。
岩城伍郎：梅宮辰夫
加奈子の父。下町の交番に勤務する警察官で階級は巡査部長。元妻の薫との離婚が心の傷になってはいるが、心優しい性格で、ややお説教好きな面が見られる。警察内では射撃の名手でもあったらしい。茜と行雄の策略で加奈子を疑ってしまったことがあるが、行雄が加奈子の自殺未遂を狂言呼ばわりしたことに対して激昂。定年間近にして発砲事件を起こしてしまう。身柄を拘束された後、面会にやって来た加奈子に対して母である薫を憎悪したこと、自分の思想を知らず知らずに押しつけていたことを謝罪。贖罪の大事さを話して聞かせる。
丸山刑事：左右田一平
人情味を持つベテラン刑事。伍郎とはかつて同僚で、萌子の起こした事件にも関与。発砲事件の取り調べ中、伍郎に殺意がなかったと見抜いている。
田代刑事：山岡八高
丸山とコンビを組む刑事。事件を起こした伍郎に対して厳しい言葉を浴びせたり、詳細を知って取調室から出た直後に同情的な言葉をこぼし、行雄に対して憤慨するなど、直情的な言動がみられる。

## 主題歌
- 「Just believe in love」ZARD（B-Gram RECORDS）

作詞：坂井泉水　作曲：春畑道哉　編曲：葉山たけし

## スタッフ
- 脚本：那須真知子
- 音楽：大野克夫
- プロデューサー：市川哲夫
- 演出：坂崎彰、難波一弘、丹羽多聞アンドリウ

## 受賞歴
- 第4回ザテレビジョンドラマアカデミー賞[1]
  - 助演女優賞（荻野目慶子）

## 放送日程
| 各話   | 放送日        | サブタイトル                       | 演出               |
| ------ | ------------- | ---------------------------------- | ------------------ |
| 第1回  | 1995年1月13日 | 小姑・茜の帰国からすべては始まった | 坂崎彰             |
| 第2回  | 1995年1月20日 | ママに捨てられる                   | 坂崎彰             |
| 第3回  | 1995年1月27日 | 危ない兄妹愛                       | 難波一弘           |
| 第4回  | 1995年2月3日  | この家を出て行くのはあなたよ!      | 坂崎彰             |
| 第5回  | 1995年2月10日 | 母を奪った男                       | 難波一弘           |
| 第6回  | 1995年2月17日 | 仕掛けられた浮気写真               | 坂崎彰             |
| 第7回  | 1995年2月24日 | 離婚命令                           | 丹羽多聞アンドリウ |
| 第8回  | 1995年3月3日  | もう生きてはいけない               | 難波一弘           |
| 第9回  | 1995年3月10日 | 父は引き金を引いた!愛する娘の為に… | 難波一弘           |
| 第10回 | 1995年3月17日 | 横澤家の崩壊!                      | 坂崎彰             |
| 最終回 | 1995年3月24日 | 愛だけを信じて…                    | 坂崎彰             |